# 兒玉友雄
兒玉友雄（日语：こだま ともお、1881年10月23日—1961年5月9日）為日本陸軍軍人。最終階級為陸軍中將。

## 生平
本籍山口縣。日本知名將軍兒玉源太郎的三子。讀過學習院中等科。1902年11月、陸軍士官學校（14期）畢業。翌年6月、任官步兵少尉、任近衛步兵第2連隊付。1904年2月、日俄戰爭出征。1910年11月、陸軍大學校（22期）畢業。
歷任參謀本部員兼軍務局課員、近衛師團參謀、參謀本部員等職。1914年5月、英國私費留學。翌年、在英國從軍。歸國後、歷任參謀本部員、陸軍省軍務局課員、兼航空部事務官、兵器局課員、軍務局課員（軍事課）、近衛步兵第3連隊付、步兵第34連隊長、參謀本部課長等職務。1929年8月、進級陸軍少將。
歷任步兵第2旅團長、朝鮮軍參謀謀長等職。1933年8月、升陸軍中將。歷任下關要塞司令官、第3獨立守備隊司令官、第16师团長、西部防衛司令官等職。1938年7月、編入預備役。同年9月、以日軍陸軍中將身分接受召集調往台灣接任古莊幹郎、就任台灣軍司令官。翌年12月1日、召集解除。

## 親族
- 妻 兒玉美津 中村雄次郎陸軍中將的女兒
- 兄 兒玉秀雄（官僚、政治家）